# Astro Note
Astro Note (アストロノオト Asutoro Nooto?) es una serie anime original de televisión japonesa producida por Telecom Animation Film.
Se emitió entre abril y junio de 2024, con un total de 12 episodios. Crunchyroll obtuvo la licencia de la serie para transmitirla fuera de Asia.

## Argumento
Takumi, un talentoso chef, acaba de ser despedido de su trabajo. Consigue un trabajo en una antigua pensión llamada Astro-sou, propiedad de una hermosa y encantadora casera, Mira. Se deja convencer y acepta el trabajo a pesar de saber que debe vivir allí a tiempo completo. Los dos comienzan a trabajar juntos y su conexión se profundiza.
Un día, mientras cocina para todos, Takumi finalmente descubre la verdadera identidad de Mira: ella es la princesa heredera del Planeta Widi y vino a Astro-sou para encontrar "la llave" para poder regresar a su planeta y ser coronada como su reina. Takumi decide ayudarla y mantener la identidad de Mira en secreto para los demás inquilinos. La historia sigue la vida diaria de los residentes de Astro-sou y cómo Takumi ayuda a Mira a encontrar la «llave».

## Personajes
Takumi Miyasaki (宮坂拓己 Miyasaki Takumi?)
 Seiyū: Sōma Saitō
Mira Gotokuji (豪徳寺ミラ Gotokuji Mira?)
 Seiyū: Maaya Uchida
Ren Wakabayashi (若林蓮 Wakabayashi Ren?)
 Seiyū: Rie Kugimiya
Tomohiro Wakabayashi (若林富裕 Wakabayashi Tomohiro?)
 Seiyū: Tomokazu Sugita
Shokichi Yamashita (山下正吉 Yamashita Shokichi?)
 Seiyū: Shin-ichiro Miki
Teruko Matsubara (松原照子 Matsubara Teruko?)
 Seiyū: Ai Furihata
Aoi Uemachi (上町葵 Uemachi Aoi?)
 Seiyū: Yui Ogura
Naosuke (ナオスケ?)
 Seiyū: Junichi Suwabe

## Producción y lanzamiento
Astro Note fue animada por Telecom Animation Film. Está dirigida por Haruki Kasugamori y escrita por Kimiko Ueno, con Shinji Takamatsu como director en jefe y Kōhei Munemoto componiendo la música.
Los diseños de personajes corren a cargo de Eisaku Kubonouchi, mientras que Maho Aoki adapta los diseños para la animación.
Se estrenó el 5 de abril de 2024, y finalizó su emisión el 21 de junio de 2024.
El tema de apertura, "Hohoemi Note", es interpretado por Ai Furihata, mientras que el tema final es "Kokoro no Kagi" interpretado por Maaya Uchida y Soma Saito. Crunchyroll obtuvo la licencia de la serie fuera de Asia.